# جاك سيغال
جاك سيغال (بالإنجليزية: Jack Segal)‏ هو ملحن وعازف بيانو وعازف جاز وكاتب أغاني وشاعر أمريكي، ولد في 19 أكتوبر 1918 في منيابولس في الولايات المتحدة، وتوفي في 10 فبراير 2005 في طرزانا، لوس أنجلوس في الولايات المتحدة.

## وصلات خارجية
- جاك سيغال على موقع IMDb (الإنجليزية)
- جاك سيغال على موقع ميوزك برينز (الإنجليزية)
- جاك سيغال على موقع ديسكوغز (الإنجليزية)